# 聖母の誕生 (ムリーリョ)
『聖母の誕生』（せいぼのたんじょう、仏: Naissance de la Vierge, 英: The Birth of the Virgin ）は、スペインのバロック絵画の巨匠バルトロメ・エステバン・ムリーリョが1661年にキャンバス上に油彩で制作した絵画である。画家は、この作品をセビーリャ大聖堂の「無原罪修道会礼拝堂」のために制作した。 横長の変形であるのは、もともと聖具室として使われていた壁龕の上のティンパヌムに飾られていたためである。
この作品とセビーリャ大聖堂にあった『無原罪の御宿り』は、ニコラ＝ジャン・ド・デュ・スールト元帥指揮下のフランス軍によって略奪された。もともと、フランス軍は『パドヴァの聖アントニウスの幻視』を没収しようとしたが、セビーリャ市議会は『パドヴァの聖アントニウスの幻視』と『聖母の誕生』を交換することを申し出たので、『聖母の誕生』が礼拝堂から外された。作品は現在、パリのルーヴル美術館に所蔵されている。

## 作品
本作はムリーリョの作品中最も重要なものの1つである。画家の作風は1650年代後半、マドリード旅行を契機に急速に展開し、王室コレクションで見たヴェネツィア派やフランドル派絵画の明るい空間を巧みに摂取していく。本作はその転換点をなすもので、以後10年ほど続く「暖かい様式」をよく示している。視線を低くとった対角線構図、穏やかで効果的な光の表現にムリーリョの円熟した技量が遺憾なく発揮されている。
本作の主題である聖母マリアの誕生は、無原罪修道会礼拝堂が奉ずる「無原罪の御宿り」の神秘と直接に結びつけられる。しかし、画家は、アンダルシア地方の日常生活にもとづいて、この作品を制作した。天使の存在と聖母マリアの光輪を除けば、この作品が宗教的主題を持っていることを示す手がかりはない。
構図と照明の観点からみると、焦点はやはり生まれたてのマリアである。画面で最も明るい部分である彼女を中心にして、他の人物全員を周囲に配置している。女性たちは、愛おしげに聖なる光によってすでに祝福されているマリアを見ている。彼女たちはスペインのどこにでもいるような女性として描かれており、民衆に愛された画家の庶民性を示している。一方、マリアは赤ん坊らしい仕草で手を挙げているが、厳かさも漂わせている。背景左側には、出産の疲れでベッドに横たわっている聖アンナがいるが、彼女は周囲の闇の中で光に照らされている。
ムリーリョが用いている神秘的な明暗法、靄のように淡い色彩やぼやけた輪郭線はレンブラントを想起させる。